# До последен дъх (филм, 1960)
Вижте пояснителната страница за други значения на До последен дъх.
„До последен дъх“ (на френски: À bout de souffle) е френска драма от 1960 година на режисьора Жан-Люк Годар с участието на Жан-Пол Белмондо. Филмът е един от първите и най-ярки представители на новата вълна във френското кино, заедно с „400-те удара“ на Франсоа Трюфо и „Хирошима, моя любов“ на Ален Рене. Сценарият е адаптиран именно от Франсоа Трюфо.

## Сюжет
Мишел (Жан-Пол Белмондо) е циничен, дребен престъпник. След като краде автомобил в Марсилия, Мишел стреля и убива преследващия го полицай по един междуградски път. Останал без пари и бягащ от закона, той търси помощ от приятелката си Патриша (Джийн Сибърг), американска студентка по журналистика, продаваща вестници по улиците на Париж. Тя го приютява в апартамента си, където заживяват заедно и между тях се пораждат чувства. Мишел започва да се занимава с кражби на автомобили, за да подсигури нужните средства за бягството им в Италия. Един ден Патриша съобщава на Мишел, че е бременна. След като е разпитана от полицията, Патриша разбира, че Мишел е извън закона. Тя го предава, но преди полицаите да нахлуят в апартамента му признава какво е направила. Патриша отказва да бяга, заявявайки на Мишел, че ще свикне с живота в затвора. Мишел бяга по улицата и е прострелян. След кратко и смъртоносно преследване, Мишел умира, останал без дъх.

## В ролите
| Изпълнител       | Роля                        |
| ---------------- | --------------------------- |
| Жан-Пол Белмондо | Мишел Поакар                |
| Джийн Сибърг     | Патриша Франчини            |
| Даниел Буланже   | полицейския инспектор Витал |
| Анри-Жак Юет     | Антонио Берути              |
| Роже Анен        | Карл Зумбах                 |

## Продукция
Снимките на филма протичат от 17 август до 15 септември 1959 година в Париж и Марсилия. Премиерата се състои на 17 март 1960 година.

## Награди и номинации
- 1960 Печели Награда „Сребърна мечка“ за най-добър режисьор на Жан-Люк Годар от Международния кинофестивал в Берлин.
- 1961 Печели Награда за най-добър филм на критиката от „Френския синдикат на филмовите критици“.
- 1961 Печели Награда „Златна купа“ за най-добър филм от наградите Златен бокал.
- 1960 Печели Награда „Жан Виго“ за най-добър филм.
- 1962 Номинация за БАФТА за най-добра чуждестранна актриса на Джийн Сибърг.
- 1960 Номинация за „Златна мечка“ за най-добър филм от Международния кинофестивал в Берлин.
- 1961 Номинация за „Сребърна лента“ за най-добър чуждестранен режисьор на Жан-Люк Годар от „Италианския национален синдикат на филмовите журналисти“.[2]